# FC Wacker Marktredwitz
Der FC Wacker Marktredwitz war ein deutscher Fußballverein mit Sitz in der bayerischen Kreisstadt Marktredwitz im Landkreis Wunsiedel im Fichtelgebirge.

## Geschichte
Der Verein wurde am 23. Juni 1913 gegründet. Kurz danach brach allerdings der Erste Weltkrieg aus und somit war erst ab 1919 ein geregelter Spielbetrieb möglich. In der Saison 1923/24 gelang es erstmals in der A-Klasse die Meisterschaft zu erlangen und damit in die damalige Kreisliga Oberfranken aufzusteigen. Als Vertreter aus Bayern durfte die Mannschaft am Tschammerpokal 1936 teilnehmen und unterlag in der 1. Runde dem zu dieser Zeit amtierenden deutschen Meister VfB Stuttgart nur knapp mit 0:1.
Nach dem Zweiten Weltkrieg gelang es dem Verein im Jahr 1959 ins Viertelfinale des Süddeutschen Pokals vorzudringen, der als Qualifikation für den DFB-Pokal diente. Nach Siegen über den VfL Neustadt/Coburg, den FC Bayern Hof und den deutschen Rekordmeister und -pokalsieger 1. FC Nürnberg unterlag man vor 8500 Zuschauern dem VfR Mannheim mit 0:3. Nach der Saison 1960/61 gelang dann auch der Aufstieg in die 1. Amateurliga Bayern. Mit 36:24 Punkten gelang gleich in der ersten Saison eine Positionierung auf dem vierten Platz der Staffel Nord. Nach der Folgesaison wurden aber beide Staffeln wieder zusammen gelegt. Mit 28:36 Punkten reicht es für den FC nur zum 12. Platz der Gruppe, womit der Verein wieder in die Landesliga Bayern absteigen musste.
Ab den 1990er-Jahren ging es für den Verein aber finanziell bergab was die Mannschaft bis hinunter in die Kreisklasse brachte. Nach einer zwischenzeitlichen Fusion mit dem Schwimm- und Skiclub zum SC Wacker Marktredwitz,  kam es im Jahr 2004 mit über 250.000 € an Verbindlichkeiten zur Insolvenz.

## Nachfolgeverein
Nach der Insolvenz wurde der Verein als FC Wacker 2004 Marktredwitz neu gegründet. Dieser schloss sich dann im Jahr 2016 mit dem SV 04 Marktredwitz zur Sportgemeinschaft Marktredwitz zusammen.